# شیه یو
شیه یو (چینی ساده‌شده: 谢瑜; چینی سنتی: 謝瑜; پین‌یین: Xiè Yú؛ زادهٔ ۱۲ ژوئن ۲۰۰۰) تیرانداز اهل چین است.
وی در مسابقات کشوری و بین‌المللی در مجموع برندهٔ ۳ مدال طلا، ۱ مدال نقره، ۱ مدال برنز شده است.